# Fawaz Akhras
Fawas Akhras (en arabe : فواز أخرس), né en septembre 1946, est un cardiologue anglo-syrien. 
Il est le père d'Asma el-Assad, épouse de l'ancien président syrien Bachar el-Assad.

## Biographie
Akhras obtient son diplôme de médecine en 1973.  
Il est décrit comme « un personnage clé dans la liaison entre les gouvernements syrien et britannique ». Il est le fondateur de la British Syrian Society et est impliqué dans un certain nombre de causes syriennes.  
Il est consultant en cardiologie interventionnelle à l'hôpital Cromwell à South Kensington et pratique dans sa clinique médicale privée à Harley Street, à Londres. Il vit à Acton, à Londres et est marié à l'ancienne diplomate Sahar Otri al-Akhras. Leur fille, Asma el-Assad, est mariée à l'ancien président syrien Bachar el-Assad. 
On a rapporté avant la guerre civile syrienne qu'il avait eu une influence sur le président syrien en ce qui concerne les affaires intérieures. Le 15 mars 2012, The Guardian publie des courriels qui auraient été interceptés et qui semblent montrer que Fawaz Akhras conseillait Bachar el-Assad, depuis le Royaume-Uni, lors de la répression contre les manifestants anti-régime. Selon The Guardian, Akhras a utilisé un canal de messagerie privé pour donner des conseils au leader syrien sur la façon dont le gouvernement devrait mener la répression du soulèvement, y compris sur la meilleure façon de réfuter les images vidéo montrant des forces syriennes torturant des enfants.  